# Грімсбі (Канада)
 Грімсбі  (англ. Grimsby) — містечко (68,94 км²) в провінції Онтаріо у Канаді в регіоні Ніагари.
Містечко налічує 21 297 мешканців (2001) (308,92/км²).
Містечко — частина промислового району, прозваного «Золотою підковою» (англ. Golden Horseshoe).

## Особливості
- «Золота підкова»

## Українці в Грімсбі
- Проживав, помер Патріарх Мстислав Скрипник.